# Меттава (Іллінойс)
Меттава (англ. Mettawa) — селище (англ. village) в США, в окрузі Лейк штату Іллінойс. Населення — 533 особи (2020).

## Географія
Меттава розташована за координатами 42°14′35″ пн. ш. 87°55′16″ зх. д. / 42.24306° пн. ш. 87.92111° зх. д. (42.242954, -87.921192).  За даними Бюро перепису населення США в 2010 році селище мало площу 13,97 км², з яких 13,76 км² — суходіл та 0,21 км² — водойми.

## Демографія
Згідно з переписом 2010 року, у селищі мешкало 547 осіб у 202 домогосподарствах у складі 158 родин. Густота населення становила 39 осіб/км².  Було 229 помешкань (16/км²).
Расовий склад населення:
| - 89,9 % — білих - 4,6 % — азіатів - 1,8 % — чорних або афроамериканців - 1,8 % — осіб інших рас |

До двох чи більше рас належало 1,8 %. Частка іспаномовних становила 11,0 % від усіх жителів.
За віковим діапазоном населення розподілялося таким чином: 22,1 % — особи молодші 18 років, 62,9 % — особи у віці 18—64 років, 15,0 % — особи у віці 65 років та старші. Медіана віку мешканця становила 44,6 року. На 100 осіб жіночої статі у селищі припадало 96,1 чоловіків;  на 100 жінок у віці від 18 років та старших — 100,9 чоловіків також старших 18 років.
Середній дохід на одне домашнє господарство  становив 302 925 доларів США (медіана — 131 719), а середній дохід на одну сім'ю — 336 397 доларів (медіана — 150 000). За межею бідності перебувало 8,9 % осіб, у тому числі 18,6 % дітей у віці до 18 років та 5,9 % осіб у віці 65 років та старших.
Цивільне працевлаштоване населення становило 221 осіб. Основні галузі зайнятості: виробництво — 22,6 %, освіта, охорона здоров'я та соціальна допомога — 22,6 %, науковці, спеціалісти, менеджери — 10,4 %, мистецтво, розваги та відпочинок — 9,0 %.